# 流氓蛋糕店
《流氓蛋糕店》是窪之內英策的日本漫畫作品。日本、台灣分別在2003年、2013年將其改編成電視劇。

## 單行本
| 冊數 | 小學館         | 小學館              | 東立出版社     | 東立出版社         |
| 冊數 | 發售日期       | ISBN                | 發售日期       | ISBN               |
| ---- | -------------- | ------------------- | -------------- | ------------------ |
| 1    | 2000年5月30日  | ISBN 978-4091856715 | 2001年2月20日  | ISBN 957-731-539-9 |
| 2    | 2000年8月30日  | ISBN 978-4091856722 | 2001年5月10日  | ISBN 957-731-540-2 |
| 3    | 2000年12月25日 | ISBN 978-4091856739 | 2001年8月2日   | ISBN 957-699-531-0 |
| 4    | 2001年4月26日  | ISBN 978-4091856746 | 2001年11月10日 | ISBN 957-699-532-9 |
| 5    | 2001年9月29日  | ISBN 978-4091856753 | 2001年12月15日 | ISBN 957-699-745-3 |
| 6    | 2003年8月30日  | ISBN 978-4091856760 | 2003年11月6日  | ISBN 957-699-746-1 |
| 7    | 2003年10月30日 | ISBN 978-4091856777 | 2004年7月20日  | ISBN 986-11-4986-4 |

## 改編電視劇

### 日本版
TBS系列（MBS製作）在2003年5月26日～2003年7月25日的午間（連續劇30）時段播出，全45集。

### 登場人物
- 辰巳千夜子(16)：大塚千弘
- 小麦松吉(57)：夏八木勳
- 加藤市吾(33)：高橋和也
- 光村栗男(24)：石井揮之
- 朝倉修造(26)：中尾一貴
- 阿門忠(23)：烏川耕一
- 辰巳憲彦(52)：平泉成
- 雨宮君枝(65)：富士眞奈美
- 川津良一郎(40)：黑田亞瑟（黑田アーサー）
- 中之島胡桃（中之島くるみ）(45)：大島蓉子
- 小泉有香(26)：臼井靜
- 小泉正太(8)：松田和
- 萩尾奈奈(28)：川津春
- 中之島達人(19)：安田章大
- 御手洗莉露子（御手洗リル子）(16)：秋山莉奈
- 高木小豆(16)：佐久間麻由

### 製作人員
- 原作：窪之内英策（小學館｢Big Comic Spirits｣刊）
- 劇本：横田理恵、篠崎繪里子
- 音樂：渡邊博也
- 主題歌：『魔法の言葉 〜Would you marry me?〜』大無限樂團（avex trax）

（作詞/作曲：長尾大、編曲：Do As Infinity、Seiji Kameda）
- 製作人：青井邦臣（MBS）
- 製作出品：毎日放送

### 台灣版
由可米國際影視事業股份有限公司與日本合作的偶像劇，2012年9月開鏡、在2013年8月16日～2013年11月16日晚間時段播出。全15集。由藍正龍、長澤雅美、馬如龍領銜主演。

## 外部連結
- 小学館 コミック -ビッグコミックスピリッツ〜SPINET- （页面存档备份，存于）（日語）
- 毎日放送 ドラマ30 ショコラ 公式ホームページ（日語）